# Equal Idiots

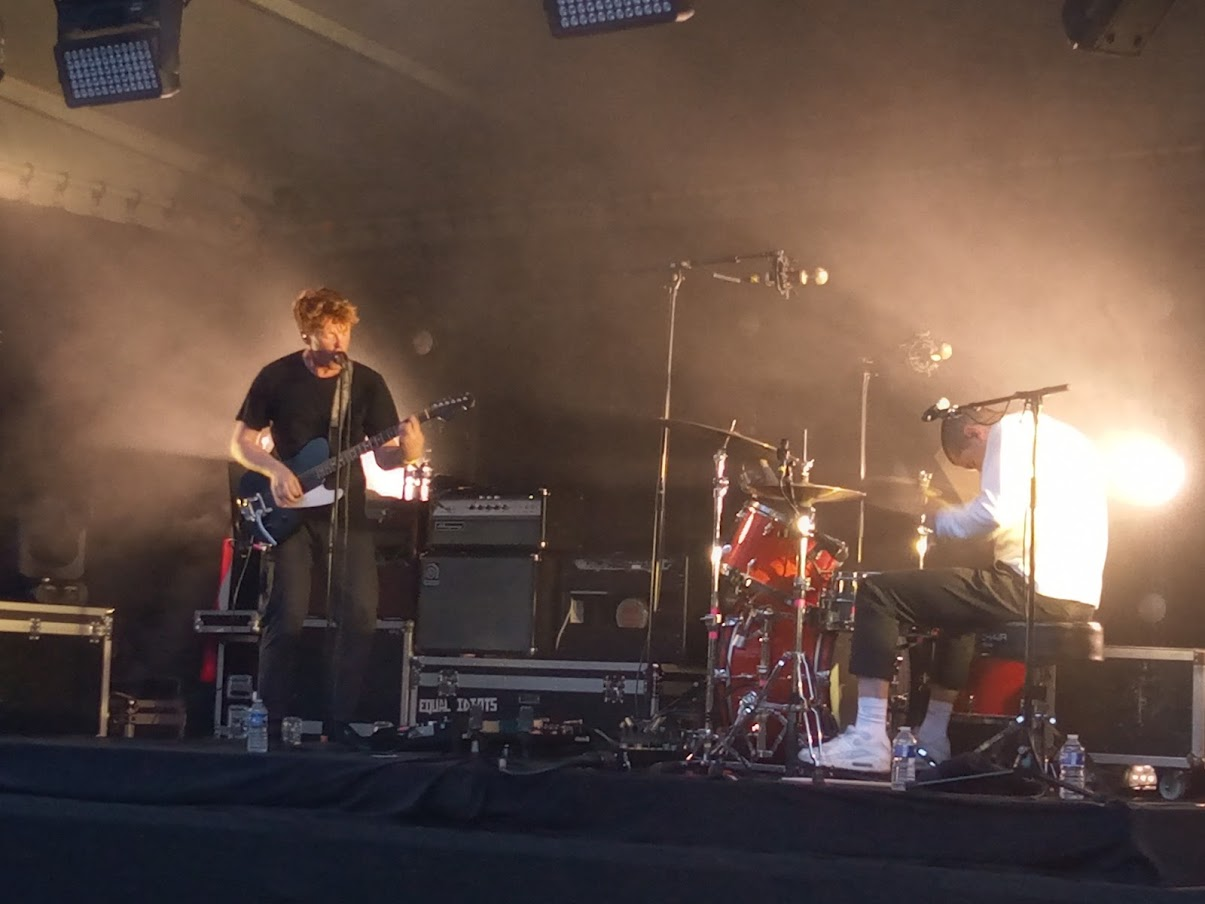
Equal idiots - holy garden sessions 2024

Equal Idiots is een Belgische garagerockband uit Hoogstraten, bestaande uit Thibault Christiaensen (zang en gitaar) en Pieter Bruurs (drums).
De band werd opgericht in 2012 en onderscheidt zich door een harde stijl van garage, met levendige live-optredens. In 2014 werd de ep Judas' Reincarnation // Loveless Love uitgebracht, met daarop de single Salmon Pink. Deze bereikte in de lente van 2016 de eerste plaats in De Afrekening van Studio Brussel.
De doorbraak van de band kwam in het najaar van 2016 toen ze de publieksprijs van De Zes in muziekcentrum Trix in de wacht sleepten, De Nieuwe Lichting wonnen en de finale van Humo's Rock Rally bereikten. Ze speelden dat jaar ook een eerste maal op Pukkelpop. 
In het voorjaar van 2017 volgde de nieuwe single Put My Head in the Ground die hotshot werd op Studio Brussel en eveneens de eerste plek in De Afrekening bereikte. De single was de voorbode voor hun debuutplaat, Eagle Castle BBQ, met release op 23 juni 2017.
De band speelde op zomerfestivals zoals Suikerrock in 2017, Dour en Rock Werchter in 2018, Pukkelpop, de Lokerse Feesten, Werchter Parklife en Crammerock in 2019. Ook in Nederland trad de band op, in 2018 stonden zij op Eurosonic in Groningen.
In 2020 speelde Equal Idiots voor het eerst in de Grote Zaal van de AB in Brussel, waar ze hun nieuwe album Adolescence Blues Community voorstelden. In 2022 trad de band op in het voorprogramma van Jack White in Vorst Nationaal.
In 2024 gaf Equal Idiots samen met The Priceduifkes acht concerten in verschillende steden in Japan, VRT publiceerde later 'De Kempen in Japan' op VRT MAX. Datzelfde jaar speelden ze op het hoofdpodium op Rock Werchter en in de Marquee op Pukkelpop. Met hun single 'I Am The Light' bereikte ze de tweede plek op de hitlijst van Studio Brussel.

## Discografie
Singles
- Op Eagle Castle BBQ
  - 2014: Salmon Pink
  - 2017: Put My Head In The Ground
  - 2017: Hippie Man
  - 2017: Styx
  - 2017: The Seduction Of Judas
  - 2017: I Know
  - 2017: Money Man Midas
  - 2017: Butter (Up Down)
  - 2017: Eagle Castle BBQ
  - 2017: Toothpaste Jacky
  - 2017: What You Gonna Say
- Op Adolescence Blues Community
  - 2020: Run
  - 2020: Alphabet Aerobics
  - 2020: Comfortable Home
  - 2020: Dogs
  - 2020: Knife & Gun
  - 2020: Wrong
  - 2020: Time
  - 2020: 16
  - 2020: Adolescence Blues
  - 2020: Cowboy Mambo's Desert Dream

Albums
- 2017: Eagle Castle BBQ
- 2020: Adolescence Blues Community
- 2024: Equal Idiots